# 天満橋
天満橋（てんまばし）は、大阪府大阪市を流れる大川に架けられた橋。または、同市北区の町名。現行行政地名は天満橋一丁目から三丁目まで。他に、天満橋南詰周辺の地域名でもある。

## 天満橋（橋梁）
天満橋（てんまばし）は、大川に架かる天満橋筋（大阪府道30号大阪和泉泉南線）の橋。難波橋、天神橋と共に浪華三大橋と称され、最も東（上流）に位置する。大阪市北区天満と中央区天満橋京町の間を結んでいる。
上下階式構造の橋で、上層は「天満重ね橋」とも呼ばれ、土佐堀通をまたぐ跨道橋になっている。天満橋南詰には天満橋交差点があり、ここより北を天満橋筋、南を谷町筋という。Osaka Metro谷町線が天満橋の地下を通過している。

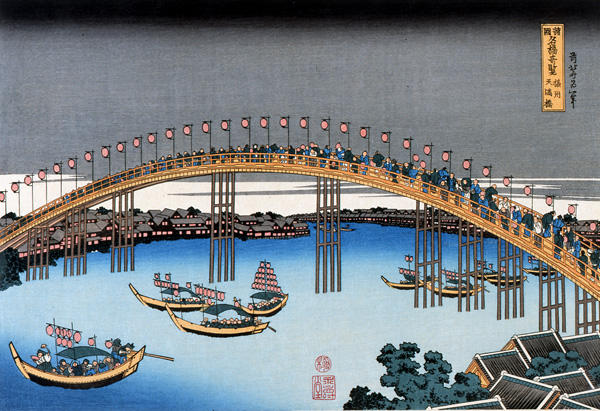
天満橋（葛飾北斎）
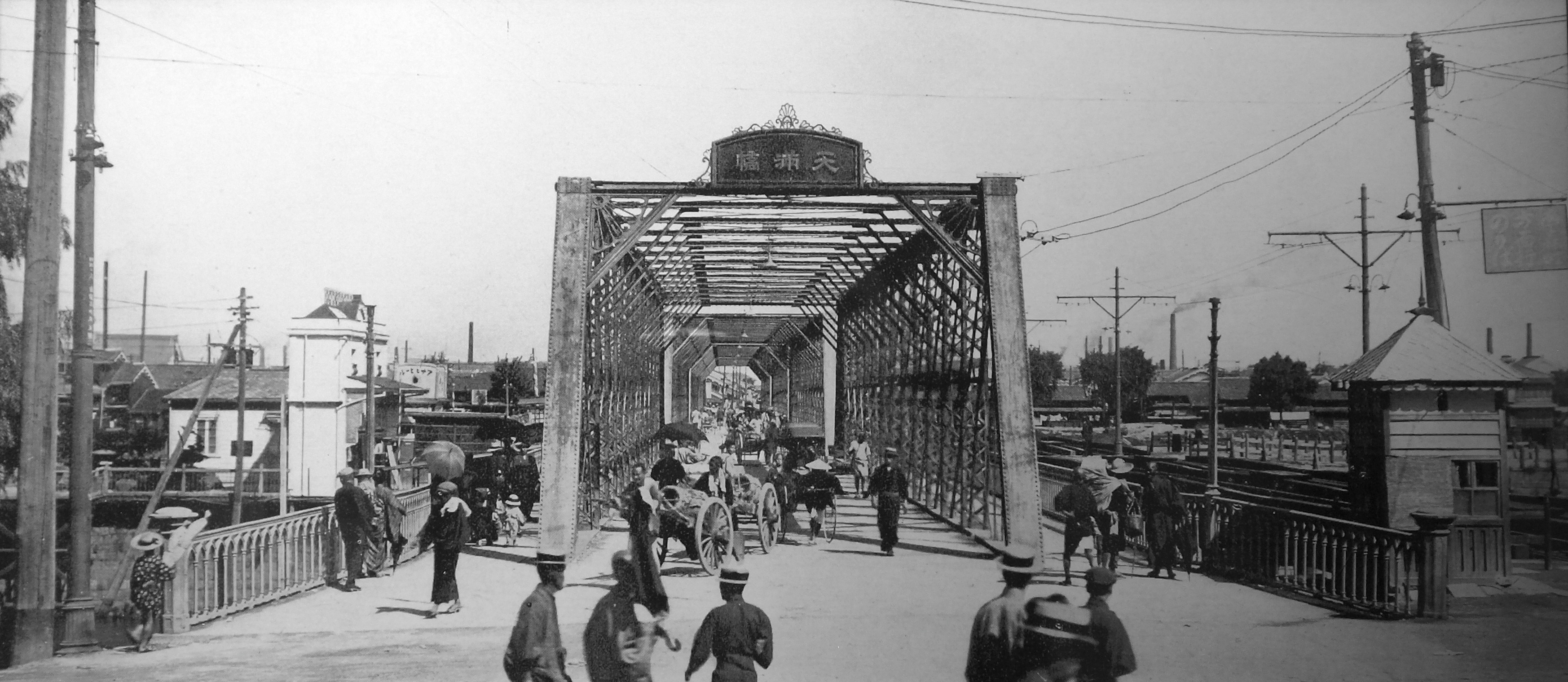
明治時代に作った鉄橋
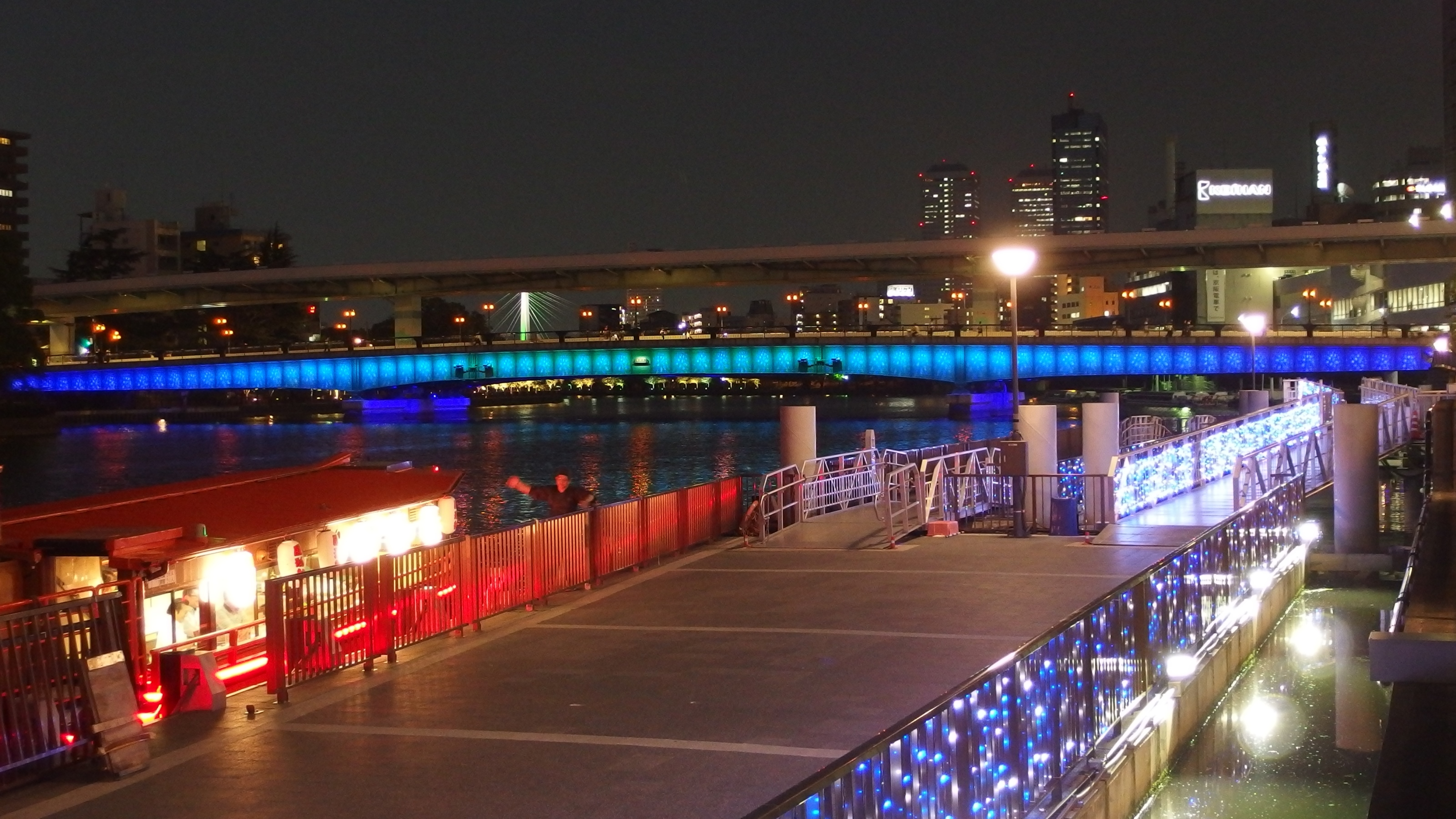
天満橋の夜景
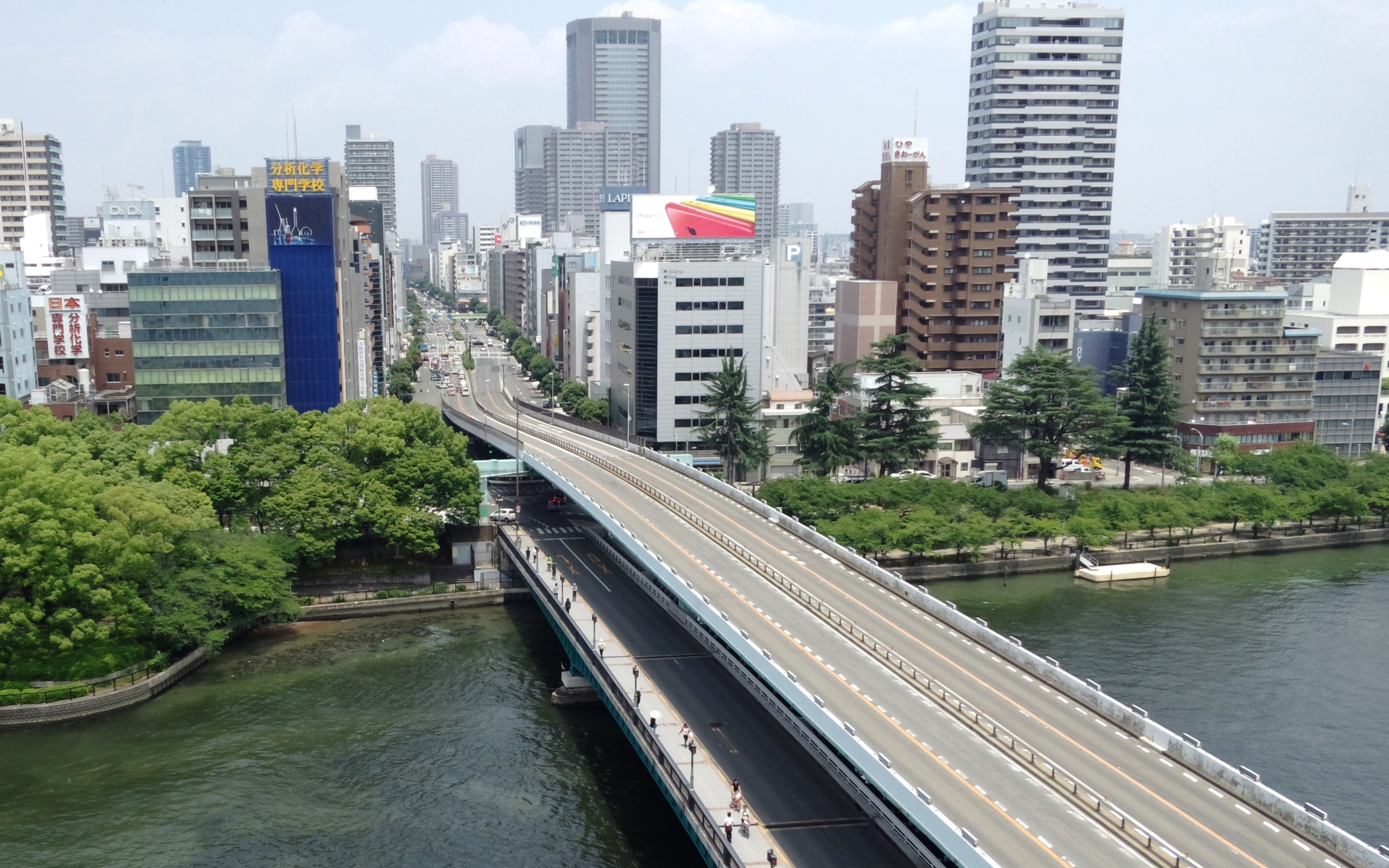
天満橋を南から望む

### 歴史
江戸時代には公儀橋に指定され、幕府により直轄管理されていた。
江戸時代を通じて架橋地点は現在地より一筋東であり、その北詰の筋が天満橋筋と呼ばれていた。1771年（明和8年）に寝屋川・鯰江川との合流地点の逆流を防止するために将棊島（しょうぎじま）と呼ばれる堤防が築かれ、以降の天満橋は将棊島を跨ぐ橋となった。
1878年（明治11年）に新しい木橋が谷町筋と空心町筋（現在天満橋筋と呼ばれる筋）を結ぶ位置に架け替えられた。しかし、木橋は1885年（明治18年）の淀川大洪水により流失した。
1888年（明治21年）に橋長218m・幅員11mのトラス構造の鉄橋に架け替えられた。当時の主要材料にはドイツから輸入されたものが用いられたが、装飾品等には日本製のものが用いられた。1911年（明治44年）には上流側に大阪市電曽根崎天満橋筋線の専用橋が併設された。
1935年（昭和10年）に市電と一体となった現橋に架け替えられた。この間、1930年（昭和5年）の寝屋川改修工事によって将棊島が分断され、さらに旧河道が埋め立てられたため、将棊島が上町側と地続きになった。先代橋が跨いでいた将棊島の位置に現橋の南詰があるため、現橋の橋長は先代橋と比べて67mも短くなっている。
天満橋橋上を通る市電は1964年（昭和39年）に廃止され、1970年（昭和45年）に天満橋交差点（土佐堀通）の渋滞緩和のために上層の跨道橋（天満重ね橋）が建設された。大川上は下層の天満橋の橋脚上に柱を立てて橋桁を重ねる構造をとり、設計荷重は廃止された市電の軌道敷部のそれと置き換えるように考えられた。1989年（平成元年）に下層の天満橋が改装された。
2000年に「大川・中之島の橋梁群」の1つとして「土木学会選奨土木遺産」に選ばれる。

### 現橋の要目
- 構造形式 - カンチレバー式プレートガーダー
- 橋長 - 151.0m
- 幅員 - 19.0m
- 中央径間 - 61.0m
- 開通 - 1935年（昭和10年）12月25日

## 天満橋（町名）
1978年（昭和53年）、大阪市北区の住居表示実施に伴い誕生した町名。旧町名の空心町、新川崎町、天満橋筋がそれぞれ分割され、その一部が天満橋一丁目 - 三丁目となる。同時に1872年（明治5年）から続いた天満橋筋の町名が姿を消した。
天満橋（橋梁）からは相当離れており、源八橋西詰周辺に当たる。大阪アメニティパーク (OAP) があり、天満橋筋に面している。

### 世帯数と人口
2019年（平成31年）3月31日現在の世帯数と人口は以下の通りである。
| 丁目         | 世帯数    | 人口    |
| ------------ | --------- | ------- |
| 天満橋一丁目 | 1,264世帯 | 1,978人 |
| 天満橋二丁目 | 843世帯   | 1,611人 |
| 天満橋三丁目 | 202世帯   | 242人   |
| 計           | 2,309世帯 | 3,831人 |

人口の変遷
国勢調査による人口の推移。
| 1995年（平成7年）  | 1,529人 | [ 6 ]  |  |
| 2000年（平成12年） | 1,942人 | [ 7 ]  |  |
| 2005年（平成17年） | 3,006人 | [ 8 ]  |  |
| 2010年（平成22年） | 2,961人 | [ 9 ]  |  |
| 2015年（平成27年） | 3,607人 | [ 10 ] |  |

世帯数の変遷
国勢調査による世帯数の推移。
| 1995年（平成7年）  | 848世帯   | [ 6 ]  |  |
| 2000年（平成12年） | 1,212世帯 | [ 7 ]  |  |
| 2005年（平成17年） | 1,716世帯 | [ 8 ]  |  |
| 2010年（平成22年） | 1,746世帯 | [ 9 ]  |  |
| 2015年（平成27年） | 2,108世帯 | [ 10 ] |  |

### 学区
市立小・中学校に通う場合、学区は以下の通りとなる。北区内の全ての市立中学校と、大阪市内の小中一貫校が対象で学校選択が可能（抽選を実施）。
| 丁目         | 番                                                                            | 小学校             | 中学校             |
| ------------ | ----------------------------------------------------------------------------- | ------------------ | ------------------ |
| 天満橋一丁目 | 1番1～30号・45～78号 2番1〜10号・25〜36号 8 番1～23号・32〜35号 8番98 ～128号 | 大阪市立滝川小学校 | 大阪市立北稜中学校 |
| 天満橋一丁目 | 1番31〜44号 2番11〜24号 3～7番 8番24〜31号・36〜97号                          | 大阪市立堀川小学校 | 大阪市立北稜中学校 |
| 天満橋二丁目 | 全域                                                                          | 大阪市立堀川小学校 | 大阪市立北稜中学校 |
| 天満橋三丁目 | 全域                                                                          | 大阪市立堀川小学校 | 大阪市立北稜中学校 |

### 事業所
2016年（平成28年）現在の経済センサス調査による事業所数と従業員数は以下の通りである。
| 丁目         | 事業所数  | 従業員数 |
| ------------ | --------- | -------- |
| 天満橋一丁目 | 205事業所 | 8,943人  |
| 天満橋二丁目 | 20事業所  | 137人    |
| 天満橋三丁目 | 36事業所  | 843人    |
| 計           | 261事業所 | 9,923人  |

### その他
日本郵便
- 郵便番号 : 530-0042[3]（集配局：大阪北郵便局[13]）。

## 天満橋（地域名）

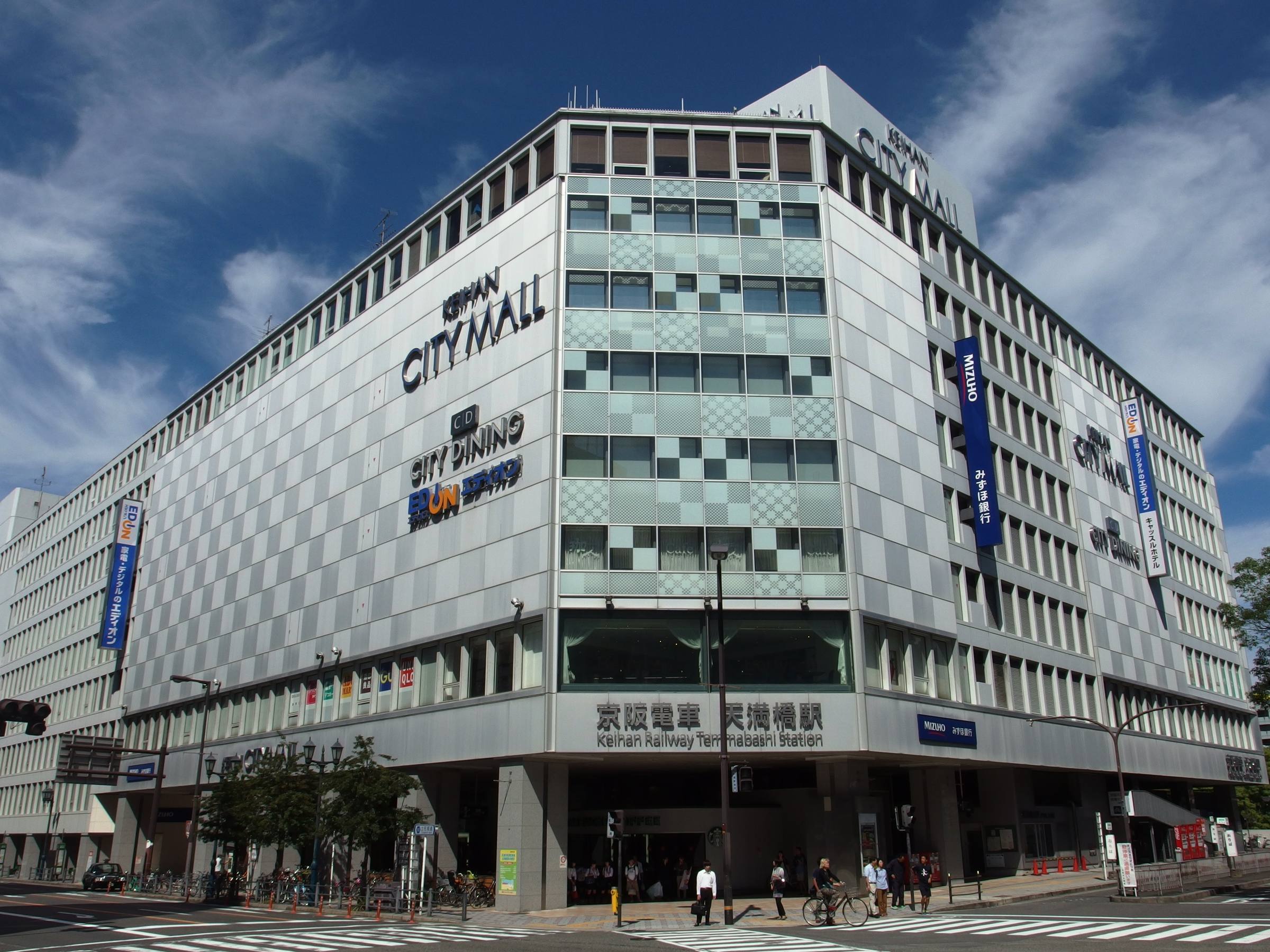
京阪天満橋駅と駅ビルの京阪シティモール（2014年9月撮影）

明治末期、大阪市電天満橋停留場、京阪電鉄天満橋駅が天満橋南詰に開業して以来、一般的に天満橋と言えば天満橋南詰周辺を指すようになった。
天満橋駅は長らく京阪本線の大阪側ターミナルであったが、1963年（昭和38年）に淀屋橋駅まで延伸された際に途中駅となり、同時に地下駅となって天満橋筋の西側へ移転。1966年（昭和41年）に竣工した駅ビルには日本橋より移転した松坂屋大阪店が入居した。
1969年（昭和44年）には地上駅の跡地に大阪マーチャンダイズ・マートビル（OMMビル）も竣工したが、同年、京橋駅が現在地へ移転および高架化されて大阪環状線乗換駅としての利便性が向上し、翌1970年（昭和45年）には現在の京阪モールがオープンした。一方、天満橋駅の地位低下は決定的なものとなり、松坂屋大阪店は天満橋移転後一度も黒字を出すことなく2004年（平成16年）に閉店した。
2008年（平成20年）に京阪中之島線が開業したことによって天満橋駅は分岐駅となり、それに合わせた京阪シティモールの開業や大阪市営バス天満橋バスターミナルの拡充、『川の駅』はちけんやなど駅周辺の再開発事業が行われている。
天満橋交差点西側は土佐堀通に沿って天満橋京町という町名になっているが、元は京橋という町名であった。江戸時代から京橋という町名で、京街道沿いの町であったことに由来する。1989年（平成元年）に東区と南区とが合併して中央区が成立した際に、京橋一丁目が大手前一丁目に編入され、同二丁目が天満橋京町、同三丁目が北浜東に改称された。